# Костолец (городище, Словакия)
Костолец (словац. Kostolec) — городище эпохи Великой Моравии, важный памятник археологии, расположенный в горном массиве Поважский Иновец в бассейне реки Ваг на западе Словакии.

## Расположение
Костолец — название обрывистого скалистого выступа горного массива Поважский Иновец с высотой над уровнем моря 240 м, возвышающегося над селом Дуцове (округ Пьештяны). Является доминантой прилегающего региона Поважье, чем обеспечивается прекрасный вид на окрестности.

## История
Костолец имеет выгодное положение, так как расположен в непосредственной близости от важнейших древних дорог, в частности, поважского ответвления так называемого великого Янтарного пути, связывающего север и юг Европы. Острог заселялся в доисторический и ранний исторический период.
Целостные представления о развитии здесь поселений появились в результате систематических археологических исследований, проведённых Нитрянским археологическим институтом Словацкой Академии наук в 1968—1972 и 1975 годах.
Следы поселений относятся к раннему каменному веку (22 000 лет до н. э.) и более поздним периодам каменного века (2000 год до н. э.)
В раннем бронзовом веке (1100 год до н. э.) на этом месте существовало большое городище велатицко-байердорфской культуры, укреплённое мощным валом и рвом внутри ареала с селищем и производственным оборудованием. Внимания также заслуживают следы поселений периода Римской империи (II—III века).
Ключевую роль Костолец сыграл в великоморавский период (IX век — начало X века). Здесь возникло укреплённое раннефеодальное поселение вельможей — двор с жилыми постройками, церковью с небольшим могильником представителей правящего слоя и хозяйственными зданиями. Поселение было обнесено валами и глубоким рвом. Вырос административный центр, к которому относились находившиеся вокруг земледельческие и ремесленные поселения.
Костолец — один из наиболее значительных из известных на сегодняшний день памятников великоморавской культуры в Словакии.
После разрушения городища, со второй половины X века до XIV века на этом месте находилось кладбище нескольких окрестных раннесредневековых поселений. В XV веке здесь возникло несколько хозяйственных построек и территория ввиду своего выгодного расположения использовалась для военных целей.

## Описание
На данной территории находится огороженный ареал городища с частично реконструированным палисадным укреплением с воротами (в направлении от деревни Губина), внутренними палисадниками, каменным фундаментом дороманской ротонды и фундаментами жилых и нескольких хозяйственных построек. К комплексу относится и макет сторожевой башни и некрополь. Комплекс является охраняемой археологической территорией и находится во владении Римско-католической церкви.
Костолец — национальный памятник культуры. Информация о местности представлена на находящихся в окрестностях городища информационных табло. С плата открывается прекрасный панорамный вид на близлежащие территории.

## Доступ
Непосредственно из села Дуцове по маркированной трассе либо от поворота синего туристического маршрута в начале села Губина.